# Chu-Tan-Cuong

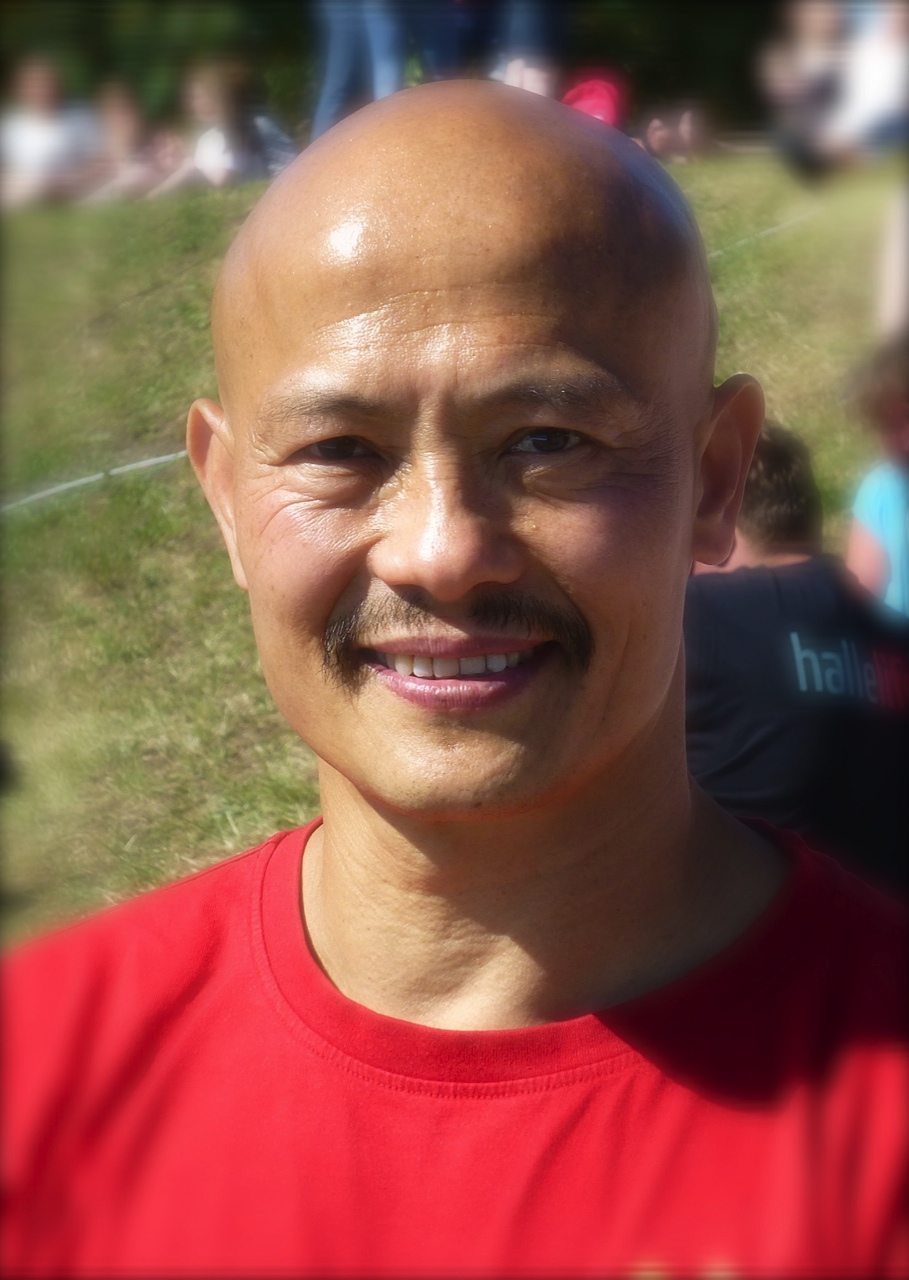
Chu Tan Cuong 2017 in Halle (Saale)

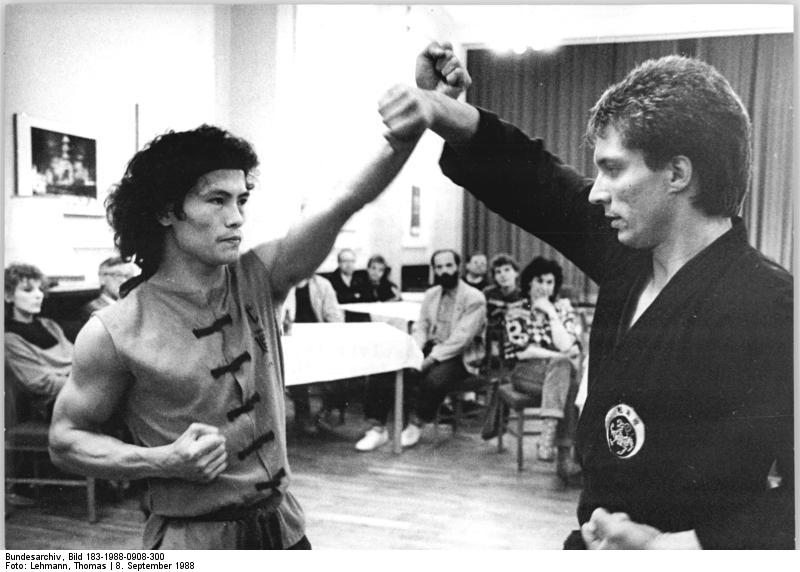
Chu Tan Cuong (links) im Jahr 1988

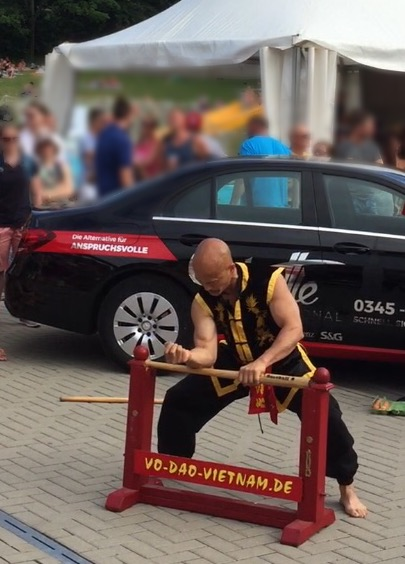
Chu Tan Cuong am 24. Juni 2017 in Halle (Saale)

Chu Tan Cuong (vietnamesisch Chu Tấn Cường, * 1. Juli 1963 in Hanoi) ist ein vietnamesischer Großmeister im Kung-Fu.

## Leben
Chu Tan Cuong erhielt seit seinem 6. Lebensjahr in Vietnam eine musikalische Ausbildung. Nach der Erlangung des Abiturs 1980 in Vietnam wurde er 1981 zum Jura-Studium an die Martin-Luther-Universität Halle delegiert. 1986 erhielt er den Abschluss als Diplom-Jurist. Anschließend war er von 1988 bis 1989 als Justitiar im Bau- und Montagekombinat (BMK) Leuna tätig.
Von 1989 bis 1991 absolvierte er ein Studium an der Musikhochschule „Franz Liszt“ in Weimar.
Seit 1993 gibt Chu Tan Cuong Anti-Aggressions-Kurse sowie Kurse zur Burnout-Prävention und Stressbekämpfung in Schulen und verschiedenen Institutionen und hält zu dieser Thematik auch Vorträge.
Auf der Grundlage einer speziellen Atemtechnik entwickelte er das Gesundheitskonzept „Noi Cong Chu Tan“, das er regelmäßig mit seiner Schwester Hang Forker (geb. Chu Thi Thu Hang), die dieses bei ihrer Tätigkeit als Heilpraktikerin einsetzt, trainiert.
Chu Tan Cuong lebt mit seiner Familie in der Nähe von Halle (Saale) und betreibt die Trainingsstätte Chu Tan Center Halle.

### Sportlicher Werdegang
Im Alter von vier Jahren begann Chu Tan Cuong asiatische Kampfkunst zu trainieren. Mit sieben Jahren begann er zu boxen, zwei Jahre lang zusammen mit seinem Bruder Chu Tan Chau. Später bemerkte er, dass der Kampfsport durch den Einsatz von verschiedenen Fußtechniken erst richtig Spaß macht und effektiv ist. Daraufhin erlernte er verschiedene Stilrichtungen von Karate, Vinhxuan, Taekwondo, Chinesisches Kung Fu bis zum Vietnamesischen Kung-Fu. Am intensivsten beschäftigte er sich mit der vom Großmeister „Sau To“ begründeten Stilrichtung „Nam Hồng Sơn“, die er bei diesem und dessen Sohn Nguyen Van Ty trainieren durfte.
Mit seinem Bruder Chu Tan Chau nahm er 1995 zum ersten Mal an der Sendung Wetten, dass..? teil, in den Folgejahren noch dreimal, u. a. mit seinem Sohn David. Durch seine spektakulären Wetten wurde man auch in Spanien, Holland und Belgien auf ihn aufmerksam und lud ihn in diese Länder zu ähnlichen Fernsehsendungen ein. Auch private deutsche Sender wie RTL, SAT 1, Pro 7 und RTL 2 berichten immer wieder über seine außergewöhnlichen Aktionen. Am 8. April 2001 trat er anlässlich des zehnjährigen Jubiläums der Sendung in der italienischen Ausgabe von „Wetten, dass…?“ in Rom auf.
Seit 1995 hat er zwölf Rekorde, davon 8 Guinness- und 4 Weltrekorde aufgestellt, die auf seiner Kampfkunst und besonders auf der von ihm entwickelten Atemtechnik aufbauen.
Im Oktober 2000 unternahmen der Großmeister und sein Team von 33 deutschen Mitstreitern eine dreiwöchige Tournee durch sein Heimatland Vietnam, die „Vietnam-Tour“.

#### Neuer Stil
Nach einem längeren Prozess entwickelte er von 1986 bis 1989 eine neue Stilrichtung, die auf die europäische Anatomie zugeschnitten ist. Diese Stilrichtung hieß bis 1993 „Vo Vi Nam“. Nach der ersten Vietnam-Tour 1993 mit 25 Schülern hat er aus verschiedenen Gründen, auch zur Abgrenzung zum traditionellen Vovinam, den Namen in „Vo Dao Vietnam“ (vietnamesisch Võ Đạo Việt Nam) geändert.

### Sonstiges

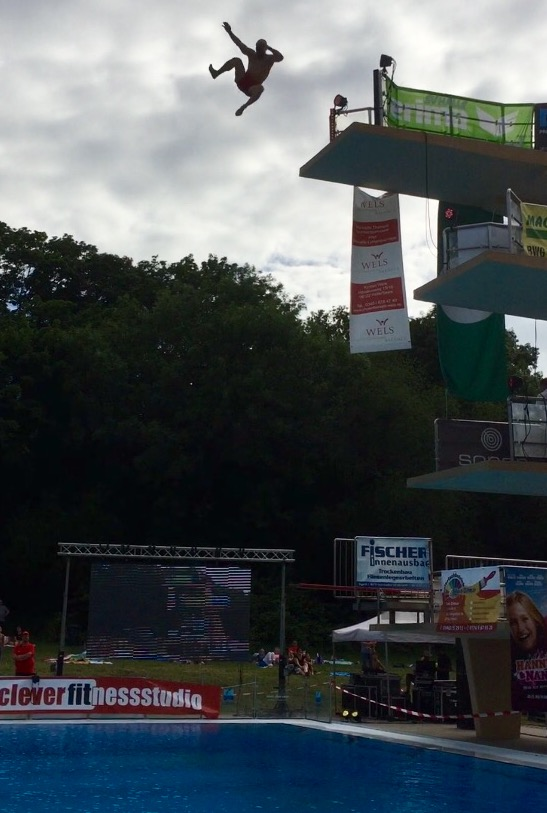
Sprung vom 10-Meter-Brett bei der Veranstaltung Sprung meines Lebens

Am 24. Juni 2017 nahm der Großmeister im Nordbad in Halle (Saale) am Prominentenspringen Sprung meines Lebens by Andreas Wels teil und sprang dabei vom 10-Meter-Turm.
Er ist gemeinsam mit Marathon-Doppelolympiasieger Waldemar Cierpinski als Botschafter eines „Solidaritätsprojektes“ für den Wiederaufbau des vietnamesischen Dorfes Ái Tử aktiv.

## Veröffentlichungen
Vo Vi Nam. Kampfkunst aus Vietnam, Sportverlag 1991, ISBN 3-328-00387-8